# Mégalopole japonaise

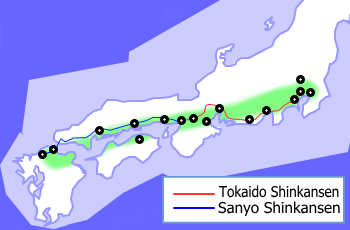
Carte de la « ceinture de Taiheiyō » montrant les lignes de train à grande vitesse de Tōkaidō et de Sanyō.

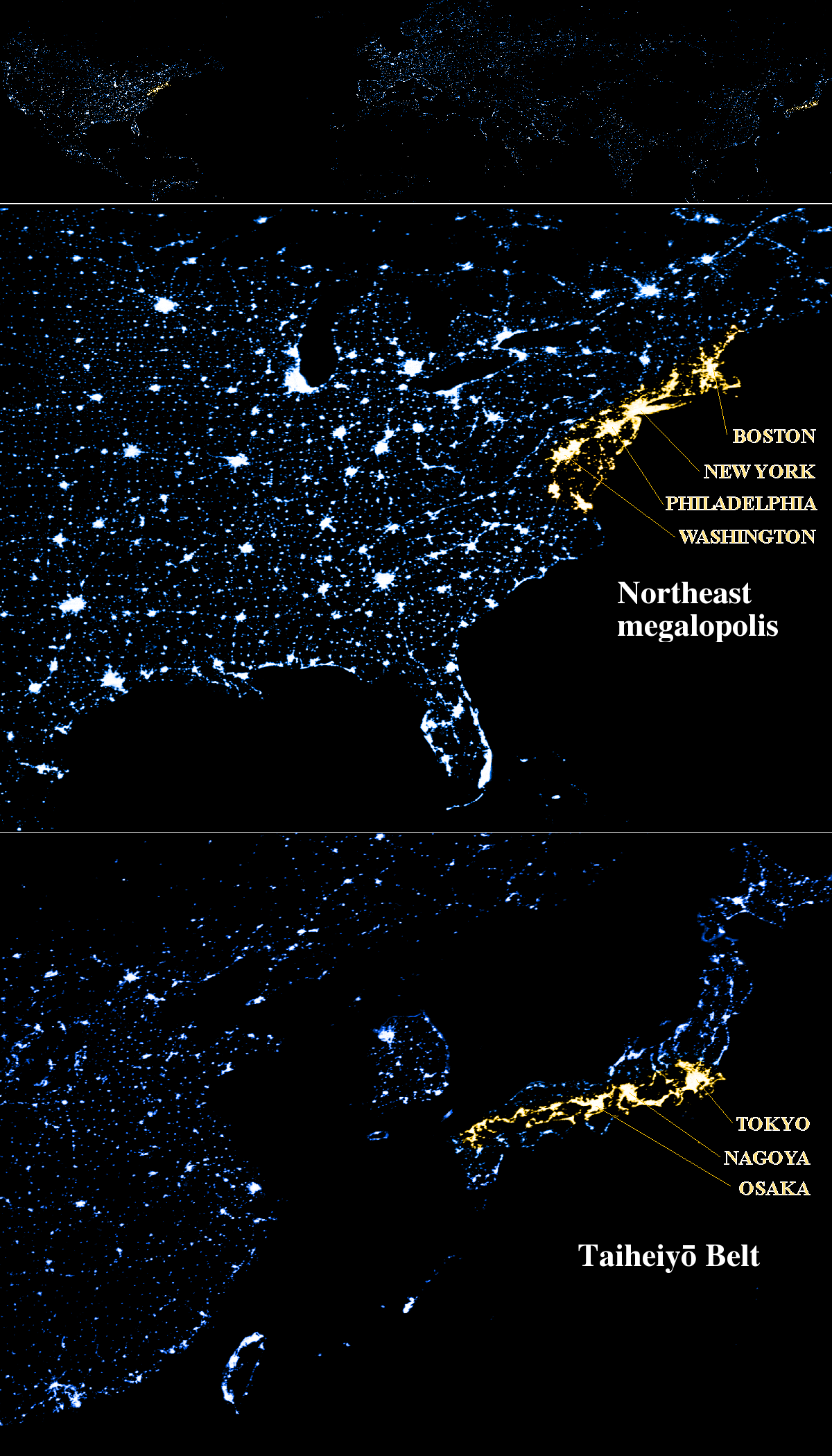
Comparaison de nuit de la mégalopole de BosWash et de la mégalopole japonaise.

La mégalopole japonaise, Taiheiyō Belt (太平洋ベルト, Taiheiyō beruto, littéralement « ceinture Pacifique ») en japonais, aussi connue en français sous le nom de Corridor du Tōkaidō (d'après la principale voie de communication qui la traverse, Tōkaidō), est une mégalopole qui s'étend sur 1 300 km entre la préfecture d'Ibaraki au nord et la préfecture de Fukuoka au sud, et rassemble 105 millions d'habitants, soit environ 80 % de la population japonaise sur 6 % du territoire.

## Démographie
Cet ensemble urbain est considéré comme le cœur démographique et politique du Japon. Les quatre principales zones qui le constituent sont : 
- l'hypercentre appelé Grand Tokyo, 37 millions d'habitants, autour de la capitale administrative et économique du pays Tokyo (en particulier ses 23 arrondissements spéciaux) avec Yokohama, Kawasaki, Saitama et Chiba dans la région de Kantō ;
- la sphère du Chūkyō (中京, Chūkyō-ken?) autour de Nagoya avec près de 9 millions d'habitants, dans la région du Chūbu ;
- la conurbation Keihanshin ou « triangle Kinki » : Ōsaka, Sakai, Kōbe et Kyōto, 19 millions d'habitants, relié à l'hypercentre par la ligne Shinkansen Tōkaidō et l'axe historique du Tōkaidō, dans la région du Kansai ;
- les littoraux de la mer intérieure de Seto, sorte d'annexe industrielle du centre, avec principalement Hiroshima sur Honshū, et la sphère métropolitaine de Fukuoka–Kitakyūshū (福岡・北九州大都市圏, Fukuoka Kitakyūshū Daitoshiken?) sur Kyūshū (plus de 5 millions d'habitants) : 7 millions d'habitants au total.

Les autres grandes zones urbaines de la mégalopole sont autour de Shizuoka, Hamamatsu, et Okayama.
Sapporo (Hokkaidō), Sendai et Niigata, plus au nord, bien que respectivement cinquième, douzième et seizième villes les plus peuplées du Japon, ne font pas partie de la mégalopole japonaise.